# Coupe d'Angleterre de rugby à XIII 2024
Navigation
Édition précédente Édition suivante
La Coupe d'Angleterre de rugby à XIII 2024 (dite Betfred Challenge Cup pour des raisons commerciales) est la 123e édition de la Coupe d'Angleterre, compétition à élimination directe mettant aux prises des clubs de rugby à XIII amateurs et professionnels affiliés à la Rugby Football League.
Des clubs anglais, gallois, écossais et français y participent. La compétition se déroule du 13 janvier 2024 au 8 juin 2024. La finale est prévue après huit tours à élimination directe mettant aux prises les clubs professionnels et est programmée le 17 juillet 2021 au Wembley Stadium de Wembley.
Les rencontres sont diffusées en direct au Royaume-Uni sur BBC Sport.

## Clubs participants
L'épreuve est disputée entre les clubs professionnels de Super League, Championship et League 1 ainsi qu'un certain nombre de clubs amateurs invités.
Le club français de Toulouse olympique XIII (présent en Championship) ne prend pas part à l'épreuve.

## Phase finale
|  | Huitièmes de finale                         | Huitièmes de finale            | Huitièmes de finale                        | Huitièmes de finale            |                     |                     | Quarts de finale                | Quarts de finale                | Quarts de finale                | Quarts de finale                |  |  | Demi-finales                  | Demi-finales                  | Demi-finales                  | Demi-finales                  |  |  | Finale                            | Finale                            | Finale                            | Finale                            |
|  |                                             |                                |                                            |                                |                     |                     |                                 |                                 |                                 |                                 |  |  |                               |                               |                               |                               |  |  |                                   |                                   |                                   |                                   |
|  | Le 22 mars 2024 au Craven Park              | Le 22 mars 2024 au Craven Park | Le 22 mars 2024 au Craven Park             | Le 22 mars 2024 au Craven Park |                     |                     | Le 13 avril 2024 au Craven Park | Le 13 avril 2024 au Craven Park | Le 13 avril 2024 au Craven Park | Le 13 avril 2024 au Craven Park |  |  | Le 18 mai 2024 au Craven Park | Le 18 mai 2024 au Craven Park | Le 18 mai 2024 au Craven Park | Le 18 mai 2024 au Craven Park |  |  | Le 8 juin 2024 au Wembley Stadium | Le 8 juin 2024 au Wembley Stadium | Le 8 juin 2024 au Wembley Stadium | Le 8 juin 2024 au Wembley Stadium |
|  | Hull KR                                     | Hull KR                        | 40                                         | 40                             |                     |                     | Le 13 avril 2024 au Craven Park | Le 13 avril 2024 au Craven Park | Le 13 avril 2024 au Craven Park | Le 13 avril 2024 au Craven Park |  |  | Le 18 mai 2024 au Craven Park | Le 18 mai 2024 au Craven Park | Le 18 mai 2024 au Craven Park | Le 18 mai 2024 au Craven Park |  |  | Le 8 juin 2024 au Wembley Stadium | Le 8 juin 2024 au Wembley Stadium | Le 8 juin 2024 au Wembley Stadium | Le 8 juin 2024 au Wembley Stadium |
|  | Hull KR                                     | Hull KR                        | 40                                         | 40                             |                     |                     | Le 13 avril 2024 au Craven Park | Le 13 avril 2024 au Craven Park | Le 13 avril 2024 au Craven Park | Le 13 avril 2024 au Craven Park |  |  | Le 18 mai 2024 au Craven Park | Le 18 mai 2024 au Craven Park | Le 18 mai 2024 au Craven Park | Le 18 mai 2024 au Craven Park |  |  | Le 8 juin 2024 au Wembley Stadium | Le 8 juin 2024 au Wembley Stadium | Le 8 juin 2024 au Wembley Stadium | Le 8 juin 2024 au Wembley Stadium |
|  | Salford Red Devils                          | Salford Red Devils             | 0                                          | 0                              |                     |                     | Le 13 avril 2024 au Craven Park | Le 13 avril 2024 au Craven Park | Le 13 avril 2024 au Craven Park | Le 13 avril 2024 au Craven Park |  |  | Le 18 mai 2024 au Craven Park | Le 18 mai 2024 au Craven Park | Le 18 mai 2024 au Craven Park | Le 18 mai 2024 au Craven Park |  |  | Le 8 juin 2024 au Wembley Stadium | Le 8 juin 2024 au Wembley Stadium | Le 8 juin 2024 au Wembley Stadium | Le 8 juin 2024 au Wembley Stadium |
|  | Salford Red Devils                          | Salford Red Devils             | 0                                          | 0                              | Hull KR             | Hull KR             | 26                              | 26                              |                                 |                                 |  |  | Le 18 mai 2024 au Craven Park | Le 18 mai 2024 au Craven Park | Le 18 mai 2024 au Craven Park | Le 18 mai 2024 au Craven Park |  |  | Le 8 juin 2024 au Wembley Stadium | Le 8 juin 2024 au Wembley Stadium | Le 8 juin 2024 au Wembley Stadium | Le 8 juin 2024 au Wembley Stadium |
|  | Le 23 mars 2024 au Leigh Sports Village     |                                |                                            |                                | Hull KR             | Hull KR             | 26                              | 26                              |                                 |                                 |  |  | Le 18 mai 2024 au Craven Park | Le 18 mai 2024 au Craven Park | Le 18 mai 2024 au Craven Park | Le 18 mai 2024 au Craven Park |  |  | Le 8 juin 2024 au Wembley Stadium | Le 8 juin 2024 au Wembley Stadium | Le 8 juin 2024 au Wembley Stadium | Le 8 juin 2024 au Wembley Stadium |
|  |                                             |                                | Leigh Leopards                             | Leigh Leopards                 | 14                  | 14                  |                                 |                                 |                                 |                                 |  |  | Le 18 mai 2024 au Craven Park | Le 18 mai 2024 au Craven Park | Le 18 mai 2024 au Craven Park | Le 18 mai 2024 au Craven Park |  |  | Le 8 juin 2024 au Wembley Stadium | Le 8 juin 2024 au Wembley Stadium | Le 8 juin 2024 au Wembley Stadium | Le 8 juin 2024 au Wembley Stadium |
|  | Leigh Leopards                              | Leigh Leopards                 | Leigh Leopards                             | Leigh Leopards                 | 14                  | 14                  | 26                              | 26                              |                                 |                                 |  |  | Le 18 mai 2024 au Craven Park | Le 18 mai 2024 au Craven Park | Le 18 mai 2024 au Craven Park | Le 18 mai 2024 au Craven Park |  |  | Le 8 juin 2024 au Wembley Stadium | Le 8 juin 2024 au Wembley Stadium | Le 8 juin 2024 au Wembley Stadium | Le 8 juin 2024 au Wembley Stadium |
|  | Leigh Leopards                              | Leigh Leopards                 | Le 14 avril 2024 au Wheldon Road           |                                |                     |                     | 26                              | 26                              |                                 |                                 |  |  | Le 18 mai 2024 au Craven Park | Le 18 mai 2024 au Craven Park | Le 18 mai 2024 au Craven Park | Le 18 mai 2024 au Craven Park |  |  | Le 8 juin 2024 au Wembley Stadium | Le 8 juin 2024 au Wembley Stadium | Le 8 juin 2024 au Wembley Stadium | Le 8 juin 2024 au Wembley Stadium |
|  | Featherstone Rovers                         | Featherstone Rovers            | 14                                         | 14                             |                     |                     |                                 |                                 |                                 |                                 |  |  | Le 18 mai 2024 au Craven Park | Le 18 mai 2024 au Craven Park | Le 18 mai 2024 au Craven Park | Le 18 mai 2024 au Craven Park |  |  | Le 8 juin 2024 au Wembley Stadium | Le 8 juin 2024 au Wembley Stadium | Le 8 juin 2024 au Wembley Stadium | Le 8 juin 2024 au Wembley Stadium |
|  | Featherstone Rovers                         | Featherstone Rovers            | 14                                         | 14                             | Hull KR             | Hull KR             | 6                               | 6                               |                                 |                                 |  |  |                               |                               |                               |                               |  |  | Le 8 juin 2024 au Wembley Stadium | Le 8 juin 2024 au Wembley Stadium | Le 8 juin 2024 au Wembley Stadium | Le 8 juin 2024 au Wembley Stadium |
|  | Le 23 mars 2024 au Mount Pleasant (en)      |                                |                                            |                                | Hull KR             | Hull KR             | 6                               | 6                               |                                 |                                 |  |  |                               |                               |                               |                               |  |  | Le 8 juin 2024 au Wembley Stadium | Le 8 juin 2024 au Wembley Stadium | Le 8 juin 2024 au Wembley Stadium | Le 8 juin 2024 au Wembley Stadium |
|  |                                             |                                | Wigan Warriors                             | Wigan Warriors                 | 36                  | 36                  |                                 |                                 |                                 |                                 |  |  |                               |                               |                               |                               |  |  | Le 8 juin 2024 au Wembley Stadium | Le 8 juin 2024 au Wembley Stadium | Le 8 juin 2024 au Wembley Stadium | Le 8 juin 2024 au Wembley Stadium |
|  | Batley Bulldogs                             | Batley Bulldogs                | Wigan Warriors                             | Wigan Warriors                 | 36                  | 36                  | 14                              | 14                              |                                 |                                 |  |  |                               |                               |                               |                               |  |  | Le 8 juin 2024 au Wembley Stadium | Le 8 juin 2024 au Wembley Stadium | Le 8 juin 2024 au Wembley Stadium | Le 8 juin 2024 au Wembley Stadium |
|  | Batley Bulldogs                             | Batley Bulldogs                | Le 19 mai 2024 au Wembley Stadium          |                                |                     |                     | 14                              | 14                              |                                 |                                 |  |  |                               |                               |                               |                               |  |  | Le 8 juin 2024 au Wembley Stadium | Le 8 juin 2024 au Wembley Stadium | Le 8 juin 2024 au Wembley Stadium | Le 8 juin 2024 au Wembley Stadium |
|  | Castleford Tigers                           | Castleford Tigers              | 28                                         | 28                             |                     |                     |                                 |                                 |                                 |                                 |  |  |                               |                               |                               |                               |  |  | Le 8 juin 2024 au Wembley Stadium | Le 8 juin 2024 au Wembley Stadium | Le 8 juin 2024 au Wembley Stadium | Le 8 juin 2024 au Wembley Stadium |
|  | Castleford Tigers                           | Castleford Tigers              | 28                                         | 28                             | Castleford Tigers   | Castleford Tigers   | 6                               | 6                               |                                 |                                 |  |  |                               |                               |                               |                               |  |  | Le 8 juin 2024 au Wembley Stadium | Le 8 juin 2024 au Wembley Stadium | Le 8 juin 2024 au Wembley Stadium | Le 8 juin 2024 au Wembley Stadium |
|  | Le 22 mars 2024 au DW Stadium               |                                |                                            |                                | Castleford Tigers   | Castleford Tigers   | 6                               | 6                               |                                 |                                 |  |  |                               |                               |                               |                               |  |  | Le 8 juin 2024 au Wembley Stadium | Le 8 juin 2024 au Wembley Stadium | Le 8 juin 2024 au Wembley Stadium | Le 8 juin 2024 au Wembley Stadium |
|  |                                             |                                | Wigan Warriors                             | Wigan Warriors                 | 60                  | 60                  |                                 |                                 |                                 |                                 |  |  |                               |                               |                               |                               |  |  | Le 8 juin 2024 au Wembley Stadium | Le 8 juin 2024 au Wembley Stadium | Le 8 juin 2024 au Wembley Stadium | Le 8 juin 2024 au Wembley Stadium |
|  | Wigan Warriors                              | Wigan Warriors                 | Wigan Warriors                             | Wigan Warriors                 | 60                  | 60                  | 44                              | 44                              |                                 |                                 |  |  |                               |                               |                               |                               |  |  | Le 8 juin 2024 au Wembley Stadium | Le 8 juin 2024 au Wembley Stadium | Le 8 juin 2024 au Wembley Stadium | Le 8 juin 2024 au Wembley Stadium |
|  | Wigan Warriors                              | Wigan Warriors                 | Le 13 avril 2024 au Stade Gilbert-Brutus   |                                |                     |                     | 44                              | 44                              |                                 |                                 |  |  |                               |                               |                               |                               |  |  | Le 8 juin 2024 au Wembley Stadium | Le 8 juin 2024 au Wembley Stadium | Le 8 juin 2024 au Wembley Stadium | Le 8 juin 2024 au Wembley Stadium |
|  | Sheffield Eagles                            | Sheffield Eagles               | 18                                         | 18                             |                     |                     |                                 |                                 |                                 |                                 |  |  |                               |                               |                               |                               |  |  | Le 8 juin 2024 au Wembley Stadium | Le 8 juin 2024 au Wembley Stadium | Le 8 juin 2024 au Wembley Stadium | Le 8 juin 2024 au Wembley Stadium |
|  | Sheffield Eagles                            | Sheffield Eagles               | 18                                         | 18                             | Wigan Warriors      | Wigan Warriors      | 18                              | 18                              |                                 |                                 |  |  |                               |                               |                               |                               |  |  |                                   |                                   |                                   |                                   |
|  | Le 23 mars 2024 au Post Office Road         |                                |                                            |                                | Wigan Warriors      | Wigan Warriors      | 18                              | 18                              |                                 |                                 |  |  |                               |                               |                               |                               |  |  |                                   |                                   |                                   |                                   |
|  |                                             |                                | Warrington Wolves                          | Warrington Wolves              | 8                   | 8                   |                                 |                                 |                                 |                                 |  |  |                               |                               |                               |                               |  |  |                                   |                                   |                                   |                                   |
|  | Halifax Panthers                            | Halifax Panthers               | Warrington Wolves                          | Warrington Wolves              | 8                   | 8                   | 4                               | 4                               |                                 |                                 |  |  |                               |                               |                               |                               |  |  |                                   |                                   |                                   |                                   |
|  | Halifax Panthers                            | Halifax Panthers               |                                            |                                |                     |                     |                                 | 4                               |                                 |                                 |  |  |                               |                               |                               |                               |  |  |                                   |                                   |                                   |                                   |
|  | Dragons catalans                            | Dragons catalans               | 40                                         | 40                             |                     |                     |                                 |                                 |                                 |                                 |  |  |                               |                               |                               |                               |  |  |                                   |                                   |                                   |                                   |
|  | Dragons catalans                            | Dragons catalans               | 40                                         | 40                             | Dragons catalans    | Dragons catalans    | 6                               | 6                               |                                 |                                 |  |  |                               |                               |                               |                               |  |  |                                   |                                   |                                   |                                   |
|  | Le 23 mars 2024 au John Smiths Stadium      |                                |                                            |                                | Dragons catalans    | Dragons catalans    | 6                               | 6                               |                                 |                                 |  |  |                               |                               |                               |                               |  |  |                                   |                                   |                                   |                                   |
|  |                                             |                                | Huddersfield Giants                        | Huddersfield Giants            | 34                  | 34                  |                                 |                                 |                                 |                                 |  |  |                               |                               |                               |                               |  |  |                                   |                                   |                                   |                                   |
|  | Huddersfield Giants                         | Huddersfield Giants            | Huddersfield Giants                        | Huddersfield Giants            | 34                  | 34                  | 50                              | 50                              |                                 |                                 |  |  |                               |                               |                               |                               |  |  |                                   |                                   |                                   |                                   |
|  | Huddersfield Giants                         | Huddersfield Giants            | Le 14 avril 2024 au Totally Wicked Stadium |                                |                     |                     | 50                              | 50                              |                                 |                                 |  |  |                               |                               |                               |                               |  |  |                                   |                                   |                                   |                                   |
|  | Hull FC                                     | Hull FC                        | 6                                          | 6                              |                     |                     |                                 |                                 |                                 |                                 |  |  |                               |                               |                               |                               |  |  |                                   |                                   |                                   |                                   |
|  | Hull FC                                     | Hull FC                        | 6                                          | 6                              | Huddersfield Giants | Huddersfield Giants | 10                              | 10                              |                                 |                                 |  |  |                               |                               |                               |                               |  |  |                                   |                                   |                                   |                                   |
|  | Le 22 mars 2024 au Headingley Rugby Stadium |                                |                                            |                                | Huddersfield Giants | Huddersfield Giants | 10                              | 10                              |                                 |                                 |  |  |                               |                               |                               |                               |  |  |                                   |                                   |                                   |                                   |
|  |                                             |                                | Warrington Wolves                          | Warrington Wolves              | 16                  | 16                  |                                 |                                 |                                 |                                 |  |  |                               |                               |                               |                               |  |  |                                   |                                   |                                   |                                   |
|  | Leeds Rhinos                                | Leeds Rhinos                   | Warrington Wolves                          | Warrington Wolves              | 16                  | 16                  | 6                               | 6                               |                                 |                                 |  |  |                               |                               |                               |                               |  |  |                                   |                                   |                                   |                                   |
|  | Leeds Rhinos                                | Leeds Rhinos                   |                                            |                                |                     |                     |                                 | 6                               |                                 |                                 |  |  |                               |                               |                               |                               |  |  |                                   |                                   |                                   |                                   |
|  | St Helens RLFC                              | St Helens RLFC                 | 20                                         | 20                             |                     |                     |                                 |                                 |                                 |                                 |  |  |                               |                               |                               |                               |  |  |                                   |                                   |                                   |                                   |
|  | St Helens RLFC                              | St Helens RLFC                 | 20                                         | 20                             | St Helens RLFC      | St Helens RLFC      | 8                               | 8                               |                                 |                                 |  |  |                               |                               |                               |                               |  |  |                                   |                                   |                                   |                                   |
|  | Le 23 mars 2024 au Halliwell Jones Stadium  |                                |                                            |                                | St Helens RLFC      | St Helens RLFC      | 8                               | 8                               |                                 |                                 |  |  |                               |                               |                               |                               |  |  |                                   |                                   |                                   |                                   |
|  |                                             |                                | Warrington Wolves                          | Warrington Wolves              | 31                  | 31                  |                                 |                                 |                                 |                                 |  |  |                               |                               |                               |                               |  |  |                                   |                                   |                                   |                                   |
|  | Warrington Wolves                           | Warrington Wolves              | Warrington Wolves                          | Warrington Wolves              | 31                  | 31                  | 42                              | 42                              |                                 |                                 |  |  |                               |                               |                               |                               |  |  |                                   |                                   |                                   |                                   |
|  | Warrington Wolves                           | Warrington Wolves              |                                            |                                |                     |                     |                                 | 42                              |                                 |                                 |  |  |                               |                               |                               |                               |  |  |                                   |                                   |                                   |                                   |
|  | London Broncos                              | London Broncos                 | 0                                          | 0                              |                     |                     |                                 |                                 |                                 |                                 |  |  |                               |                               |                               |                               |  |  |                                   |                                   |                                   |                                   |
|  | London Broncos                              | London Broncos                 | 0                                          | 0                              |                     |                     |                                 |                                 |                                 |                                 |  |  |                               |                               |                               |                               |  |  |                                   |                                   |                                   |                                   |
|  |                                             |                                |                                            |                                |                     |                     |                                 |                                 |                                 |                                 |  |  |                               |                               |                               |                               |  |  |                                   |                                   |                                   |                                   |

## Huitièmes de finale
Légende : (1) Super League, (2) Championship, (3) League 1.
Les huitièmes de finale se déroulent entre le 22 et le 24 mars 2024 dont le tirage au sort a été effectué par Iestyn Harris.
| 22 mars 2024 20h00 | Hull KR (1) | 40 - 0 (24 - 0) | (1) Salford Red Devils | Craven Park, Kingston upon Hull Arbitre : Liam Moore |
| 22 mars 2024 20h00 |             |                 |                        | Craven Park, Kingston upon Hull Arbitre : Liam Moore |
| 22 mars 2024 20h00 |             |                 |                        | Craven Park, Kingston upon Hull Arbitre : Liam Moore |

| 22 mars 2024 20h00 | Wigan Warriors (1) | 44 - 18 (12 - 12) | (2) Sheffield Eagles | DW Stadium, Wigan 5 733 spectateurs Arbitre : James Vella |
| 22 mars 2024 20h00 |                    |                   |                      | DW Stadium, Wigan 5 733 spectateurs Arbitre : James Vella |
| 22 mars 2024 20h00 |                    |                   |                      | DW Stadium, Wigan 5 733 spectateurs Arbitre : James Vella |

| 22 mars 2024 20h00 | Leeds Rhinos (1) | 6 - 20 (6 - 10) | (1) St Helens RLFC | Headingley Rugby Stadium, Leeds 7 108 spectateurs Arbitre : Chris Kendall |
| 22 mars 2024 20h00 |                  |                 |                    | Headingley Rugby Stadium, Leeds 7 108 spectateurs Arbitre : Chris Kendall |
| 22 mars 2024 20h00 |                  |                 |                    | Headingley Rugby Stadium, Leeds 7 108 spectateurs Arbitre : Chris Kendall |

| 23 mars 2024 14h00 | Huddersfield Giants (1) | 50 - 6 (20 - 6) | (1) Hull FC | John Smiths Stadium, Huddersfield 1 673 spectateurs Arbitre : Aaron Moore |
| 23 mars 2024 14h00 |                         |                 |             | John Smiths Stadium, Huddersfield 1 673 spectateurs Arbitre : Aaron Moore |
| 23 mars 2024 14h00 |                         |                 |             | John Smiths Stadium, Huddersfield 1 673 spectateurs Arbitre : Aaron Moore |

| 23 mars 2024 14h00 | Leigh Leopards (1) | 26 - 14 (14 - 4) | (2) Featherstone Rovers | Leigh Sports Village, Leigh 4 287 spectateurs Arbitre : Jack Smith |
| 23 mars 2024 14h00 |                    |                  |                         | Leigh Sports Village, Leigh 4 287 spectateurs Arbitre : Jack Smith |
| 23 mars 2024 14h00 |                    |                  |                         | Leigh Sports Village, Leigh 4 287 spectateurs Arbitre : Jack Smith |

| 23 mars 2024 15h00 | Batley Bulldogs (2) | 14 - 28 (14 - 14) | (1) Castleford Tigers | Mount Pleasant (en), Batley Arbitre : Marcus Griffiths |
| 23 mars 2024 15h00 |                     |                   |                       | Mount Pleasant (en), Batley Arbitre : Marcus Griffiths |
| 23 mars 2024 15h00 |                     |                   |                       | Mount Pleasant (en), Batley Arbitre : Marcus Griffiths |

| 23 mars 2024 17h30 | Warrington Wolves (1) | 42 - 0 (24 - 0) | (1) London Broncos | Halliwell Jones Stadium, Warrington 3 416 spectateurs Arbitre : Tom Grant |
| 23 mars 2024 17h30 |                       |                 |                    | Halliwell Jones Stadium, Warrington 3 416 spectateurs Arbitre : Tom Grant |
| 23 mars 2024 17h30 |                       |                 |                    | Halliwell Jones Stadium, Warrington 3 416 spectateurs Arbitre : Tom Grant |

| 23 mars 2024 15h00 | Halifax Panthers (2) | 4 - 40 (0 - 24) | (1) Dragons Catalans | Post Office Road, Featherstone 1 811 spectateurs Arbitre : Liam Rush |
| 23 mars 2024 15h00 |                      |                 |                      | Post Office Road, Featherstone 1 811 spectateurs Arbitre : Liam Rush |
| 23 mars 2024 15h00 |                      |                 |                      | Post Office Road, Featherstone 1 811 spectateurs Arbitre : Liam Rush |

## Quarts de finale
| 13 avril 2024 | (1) Dragons catalans | 6 - 34 (0 - 16) | (1) Huddersfield Giants | Stade Gilbert-Brutus, Perpignan 5 892 spectateurs Arbitre : Aaron Moore |
| 13 avril 2024 |                      |                 |                         | Stade Gilbert-Brutus, Perpignan 5 892 spectateurs Arbitre : Aaron Moore |
| 13 avril 2024 |                      |                 |                         | Stade Gilbert-Brutus, Perpignan 5 892 spectateurs Arbitre : Aaron Moore |

| 13 avril 2024 | (1) Hull KR | 26 - 14 (4 - 8) | (1) Leigh Leopards | New Craven Park, Hull Arbitre : Chris Kendall |
| 13 avril 2024 |             |                 |                    | New Craven Park, Hull Arbitre : Chris Kendall |
| 13 avril 2024 |             |                 |                    | New Craven Park, Hull Arbitre : Chris Kendall |

| 14 avril 2024 | (1) St Helens RLFC | 8 - 31 (6 - 7) | (1) Warrington Wolves | Totally Wicked Stadium, St Helens 11 280 spectateurs Arbitre : J. Smith |
| 14 avril 2024 |                    |                |                       | Totally Wicked Stadium, St Helens 11 280 spectateurs Arbitre : J. Smith |
| 14 avril 2024 |                    |                |                       | Totally Wicked Stadium, St Helens 11 280 spectateurs Arbitre : J. Smith |

| 14 avril 2024 | (1) Castleford Tigers | 6 - 60 (6 - 28) | (1) Wigan Warriors | Wheldon Road, Castleford 4 097 spectateurs Arbitre : Liam Moore |
| 14 avril 2024 |                       |                 |                    | Wheldon Road, Castleford 4 097 spectateurs Arbitre : Liam Moore |
| 14 avril 2024 |                       |                 |                    | Wheldon Road, Castleford 4 097 spectateurs Arbitre : Liam Moore |

## Demi-finale
| 18 mai 2024 14h45 | (1) Hull KR | 6 - 36 (0 - 24) | (1) Wigan Warriors | Eco-Power Stadium, Doncaster 11 163 spectateurs Arbitre : Chris Kendall |
| 18 mai 2024 14h45 |             |                 |                    | Eco-Power Stadium, Doncaster 11 163 spectateurs Arbitre : Chris Kendall |
| 18 mai 2024 14h45 |             |                 |                    | Eco-Power Stadium, Doncaster 11 163 spectateurs Arbitre : Chris Kendall |

| 19 mai 2024 | (1) Huddersfield Giants | 10 - 16 (-) | (1) Warrington Wolves | Totally Wicked Stadium, St Helens 9 253 spectateurs Arbitre : Liam Moore |
| 19 mai 2024 |                         |             |                       | Totally Wicked Stadium, St Helens 9 253 spectateurs Arbitre : Liam Moore |
| 19 mai 2024 |                         |             |                       | Totally Wicked Stadium, St Helens 9 253 spectateurs Arbitre : Liam Moore |

## Finale (8 juin 2024)
(mt : 12 - 2)
Homme du match :  Bevan French
Points marqués :
- Wigan : 3 essais de Eckersley (17e), French (23e) et Farrell (57e) ; 3 transformations de Smith (17e, 23e et 57e).
- Warrington: 1 essais de Dufty (63e) ; 1 transformation de Thewlis (63e) ; 1 pénalité de Thewlis (10e).

Évolution du score : 0-2, 6-2, 12-2 (mi-temps), 18-2, 18-8.
Arbitre :  Chris Kendall
Spectateurs : 64 685
Composition des équipes :
- Wigan : Jai Field - Abbas Miski, Zach Eckersley, Jake Wardle, Liam Marshall - Bevan French, Harry Smith - Michael Cooper, Brad O'Neill, Luke Thompson, Junior Nsemba, Liam Farrell, Kaide Ellis - Ethan Havard, Liam Byrne, Patrick Mago, Kruise Leeming - Entraîneur : Matt Peet
- Warrington : Matt Dufty - Josh Thewlis, Tobias King, Rodrick Tai, Matty Ashton - George Williams, Josh Drinkwater - James Harrison, Danny Walker, Paul Vaughan, Matty Nicholson, Lachlan Fitzgibbon, Ben Currie - Zane Musgrove, Joe Bullock, Jordan Crowther, Sam Powell - Entraîneur : Sam Burgess

## Médias
Poursuivant une tradition ininterrompue, la BBC diffuse la coupe sur ses chaines nationales principales (BBC 1 ou BBC 2) au Royaume-Uni.